# R20★
『R20★』（アール・トゥエンティー）は、ハドソンの携帯電話アプリゲーム「R20★大人の萌えゲーム」を中心とするメディアミックス作品群。また、作中世界観の共通設定における架空のアイドルグループ「ROPPONGI トゥエンティー」の略称。

## 概要
2008年5月14日、Yahoo!ケータイ（ソフトバンクモバイル）で公式サイト「R20★大人の萌えゲーム」を開設、同日の「R20★萌え花札」を皮切りにS!アプリ専用のゲームを配信している。将来的には、全タイトルのヒロインを対象とする人気投票を行い上位20名によるバーチャルアイドルグループ「ROPPONGI トゥエンティー」を結成する構想が公表されている。
また、ジャイブ刊『月刊コミックラッシュ』2008年12月号から2010年2月号まで「大人の萌えゲーム」第1弾「R20★萌え花札」に登場するヒロインを中心とする漫画化作品「ラブゼロ」が連載されていた。作画はE=MC²。

## 世界観
私立陽香学園
「萌え花札」「萌え大富豪」の舞台。毎年「バスティフェイル」と呼ばれる、全校生徒が無差別に脱衣を賭けてテーブルゲームで対戦する新入生歓迎行事が行われる。
九十三市（つくみし）
「萌え将棋」「萌えテニス」の舞台。身分の差を乗り越えて主と結ばれた伝説のメイド・桐原月姫音の誕生日である5月10日には市内の喫茶店でウェイトレスがメイドのコスプレで着飾り、来客と「1日ご主人様」の権利を賭けて戦う恒例行事が執り行われる。
どこかの山の中
「萌え○●（リバーシ）」「萌え牌」の舞台。人間の姿をした動物たちが住んでいる。
HDSプロダクション
「萌え七並べ」の舞台。池上市に本社を置く新興の芸能事務所。「芸能界で生き残るには運が必要」と言う社長の発案で毎年1回、所属する芸能人全員が参加するゲーム大会「ラック」が行われる。「ラック」優勝者は過去の実績と関係無く1年間、事務所の主力タレントとしてセールスが約束されるが、今年は優勝者が指名したパートナーとの2名でユニットを組むとの条件となっている。社長は陽香学園の卒業生で、同学園の伝統行事を基にこの大会を発案したらしい。

## R20★大人の萌えゲーム
大半のゲームはヒロイン5名と脱衣（但しクリア時のグラフィックに全裸や下着姿は無く、水着姿である）を賭けて対戦する勝ち抜き方式のミニゲーム（主にテーブルゲーム）となっている。グラフィック（3段階）はゲーム中に獲得したポイントで購入する方式となっており、購入後は携帯電話の待ち受け画面等に使用可能。

### R20★萌え花札
2008年5月14日、公式サイト開設と同時に配信開始。私立陽香学園の新入生歓迎行事「バスティフェイル」で、ヒロイン5名と花札で対戦する。
キャスト
左側がキャラクター名、右側が声優（以下全て同じ）。
- 結崎 千尋（野川さくら）
- 結崎 めい（村井真里）
- 橘・シャルパンティエ・アリス（三好麻美）
- 天内 苺（酒井香奈子）
- 黒谷 六月（今井由香）

### R20★萌え将棋
2008年6月3日より配信。九十三市のファミリーレストラン「まり★きゅーる」で、ウェイトレス5名と将棋で対戦する。
キャスト
- 桐原 月姫（三枝えみか）
- 白柳 海雪（兼田恵）
- 鬼束 詩（今井由香）
- 海老原 へきる（三好麻美）
- 香野 路美（酒井香奈子）

### R20★萌えテニス
2008年6月19日より配信。九十三市の純喫茶「ナタリア・リアゾン」で、ウェイトレス5名とテニスで対戦する。
キャスト
- 吾妻 真魚（野川さくら）
- エレイン・オールブライト（兼田恵）
- 鵜飼 つぐみ（種﨑敦美）
- 辺見 猫子（酒井香奈子）
- 大熊 希海（村井真里）

### R20★萌え大富豪
2008年7月17日より配信。私立陽香学園の新入生歓迎行事「バスティフェイル」で、ヒロイン5名と大富豪で対戦する。
キャスト
- 北爪 七菜（野川さくら）
- 瑠 依花（三好麻美）
- 堂園 萌（三枝えみか）
- 海老原 恋（種﨑敦美）
- 逸見 夕葵（村井真里）

### R20★萌え●○（リバーシ）
2008年8月4日より配信。普段、行ったことの無い山の中でヒロイン5名とリバーシで対戦する。
キャスト
- 茶々（犬、加藤英美里）
- たま（猫、伊東久美子）
- しおり（牛、植竹香菜）
- 椿姫（龍、米澤円）
- ブランカ（狼、牧口真幸）

### R20★萌えパチスロ
2008年9月2日より配信。本作は他のタイトルとやや趣が異なり、ゲーム開始時にランダムで選ばれたヒロインごとに異なるストーリー展開に沿ってゲームが進行する。キャストは非公開。
登場キャラクター
- 加藤 蓮華
- リリウム・パラス
- MARIS
- モミジ
- 蒼野 月屑

### R20★萌え牌
2008年9月18日より配信。普段、行ったことの無い山の中でヒロイン5名と麻雀で対戦する。
キャスト
- みこと（狐、後藤沙緒里）
- なち（羊、伊東久美子）
- るぅ（兎、佐々木日菜子）
- えりす（リス、植竹香菜）
- ノーラ（豹、加藤英美里）

### R20★萌え七並べ
2008年10月2日より配信。池上市内でHDSプロダクション所属の芸能人5名と七並べで対戦する。キャストは非公開。
登場キャラクター
- 譲羽 美香
- 綾小路 叶葉
- 佐奇守 透子
- 溝口 シーナ
- 逢坂 くるみ

### R20★萌えボンバーマン
2008年12月17日より配信。フェイル開催中に陽香学園を襲撃した謎の組織・ピエロ団によってぬいぐるみにされてしまった生徒達を元に戻すため「萌えボム」を使ってボンバーマンで対戦する。
登場人物は「R20★萌え花札」と共通。

## R20☆萌え小説
陽香学園に出没すると噂される幽霊の正体を確かめるべく、アリスと千尋は誰もいない夜の校内を探検する。登場人物は「萌え花札」「萌え大富豪」と共通で、ゲームでは特に設定されていない主人公の名前が「石橋正樹」に固定されている。

## コミカライズ
E=mc²によりラブゼロのタイトルで月刊コミックラッシュに連載、全1巻。六月、七菜、千尋、アリス、苺が登場。